# Arvin Moazzemi

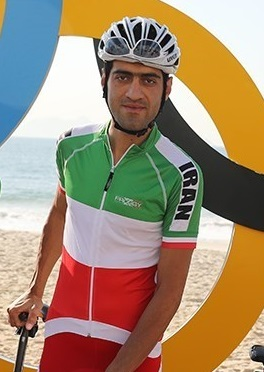
Arvin Moazzemi (2016)

Arvin Moazzemi Godarzi (* 26. März 1990) ist ein iranischer Straßenradrennfahrer.
Arvin Moazzemi fährt seit 2009 für das iranische Petrochemical Tabriz Cycling Team, welches eine UCI-Lizenz als Continental Team hat. Bei der nationalen Meisterschaft in Ramsar belegte er den vierten Platz hinter dem Sieger Rahim Ememi. Bei der Milad-e-Do-Nur-Tour gewann Moazzemi im Oktober die Auftaktetappe in Arak und ging damit als Gesamtführender in den nächsten Tagesabschnitt.

## Erfolge
2009
- eine Etappe Milad-e-Do-Nur-Tour

2012
- Asienmeister – Einzelzeitfahren (U23)
- Iranischer Meister – Straßenrennen (U23)
- Iranischer Meister – Einzelzeitfahren (U23)

2014
- Asienspiele – Straßenrennen

2015
- Gesamtwertung Tour de Singkarak

2016
- Iranischer Meister – Einzelzeitfahren
- Gesamtwertung und eine Etappe Jelajah Malaysia

2017
- eine Etappe Tour de Flores
- eine Etappe Banyuwangi Tour de Ijen

2018
- Asienmeisterschaft – Mannschaftszeitfahren
- Asienmeisterschaft – Einzelzeitfahren

## Teams
- 2009 Petrochemical Tabriz Cycling Team
- 2010 Tabriz Petrochemical Cycling Team
- 2011 Tabriz Petrochemical Team
- 2012 Azad University Cross Team
- 2013 Azad University Giant Team (bis 5. Juni)
- 2013 Ayandeh Continental Team (ab 6. Juni)
- 2014 Pishgaman Yazd
- 2015 Pishgaman Giant Team
- 2016 Pishgaman Giant Team
- 2017 Pishgaman Cycling Team